# Пурпурный танагровый певун
Пурпу́рный тана́гровый певу́н (лат. Cardellina rubra) — маленькая певчая птица семейства древесницевых.

## Описание
Пурпурный танагровый певун достигает длины 13 см и массы от 7,6 до 8,7 граммов. Длина крыльев составляет у самца от 5,7 до 6,5 см, у самки от 5,6 до 6,3 см. Оперение совершеннолетних птиц номинативной формы от светло-красного до красного цвета на голове, верхней и нижней стороне и от белого до серебристо-белого цвета кроющие уха с окантовкой чёрного цвета. Крылья и перья хвоста коричневые с тусклыми красными краями перьев. У подвида Cardellina r. melanauris серебристо-серые кроющие уха, у подвида Cardellina r. rowleyi как и у номинативной формы белые до серебристо-белых. Оперение молодых птиц номинативной формы от жёлто-коричневого до коричневого цвета с тусклыми красными краями перьев на коричневых крыльях и коричневых перьях хвоста. Кроющие уха серебристые.

## Распространение
Область распространения ограничивается Мексикой. Птицы населяют парами смешанные сосново-дубовые леса с густым подлеском на высотах от 2000 до 3500 м. Гнездовой ареал находится обычно на высотах выше 2800 м. К зиме они передвигаются к ниже расположенным регионам до высоты от 2000 до 2400 м.

## Питание
Питаются преимущественно насекомыми, которых находят часто в густом кустарнике.

## Размножение
Своё гнездо они строят на земле, хорошо скрывая его. Период гнездования продолжается обычно с февраля по май. 

## Подвиды
Существует три признанных подвида:
- Cardellina rubra rubra (Swainson, 1827) — Центральная и западная Мексика до юга Оахака и Вераскуса
- Cardellina rubra melanauris (Moore, 1937) — Мексика (Синалоа, Дуранго и на юге Чиуауа)
- Cardellina rubra rowleyi (Orr & J. D. Webster, 1968) — Мексика (в Герреро и на юге Оахака)